# دیوید کلافام
دیوید فیلیپ کلافام (انگلیسی: David Philip Clapham؛ زادهٔ ۱۷ مهٔ ۱۹۳۱ در رامارش، یورک‌شر، درگذشتهٔ ۲۲ اکتبر ۲۰۰۵) رانندهٔ سابق مسابقات اتومبیل‌رانی فرمول یک اهل آفریقای جنوبی بود که در فصل ۱۹۶۵ در مجموع در یک گراند پری شرکت کرد، اما موفق به کسب هیچ امتیازی نشد.
کلافام در ۲۲ اکتبر ۲۰۰۵ درگذشت.